# Anna Zielińska-Jurek
Anna Zielińska-Jurek – polska inżynier, dr hab. nauk technicznych, profesor uczelni Katedry Inżynierii Procesowej i Technologii Chemicznej Wydziału Chemicznego Politechniki Gdańskiej.

## Życiorys
6 czerwca 2018 habilitowała się na podstawie pracy zatytułowanej Funkcjonalizowany tlenek tytanu(IV) jako fotokatalizator w oczyszczaniu środowiska. Została zatrudniona na stanowisku adiunkta w Katedrze Technologii Chemicznej na Wydziale Chemicznym Politechniki Gdańskiej.
Jest profesorem uczelni Katedry Inżynierii Procesowej i Technologii Chemicznej Wydziału Chemicznego Politechniki Gdańskiej.